# José García de León y Pizarro
José García de León y Pizarro (Madrid, 19 de octubre de 1770 - Madrid, 27 de enero de 1835) fue un diplomático y político español, Secretario de Estado durante el reinado de Fernando VII. 

## Biografía
Era hijo de José García de León y Pizarro, (Motril, 1726), quien había sido presidente de la Real Audiencia de Quito en 1778-1784; y sobrino de Ramón García de León y Pizarro, Marqués de Casa-Pizarro, quien fundó la ciudad de San Ramón de la Nueva Orán en América. Su madre, María de Frías del Ducado de Frías, dama de la reina, fue la responsable de desmantelar la conspiración de Malaspina contra Godoy, Príncipe de la Paz.
En 1789 estudió en la Universidad de Alcalá de Henares. Fue funcionario de alto rango en la Primera Secretaría de Estado, llegando a ser oficial mayor de la misma. En 1790 fue destinado como diplomático en Berlín y en 1792 fue nombrado oficial del embajador español en Viena. En 1797 fue secretario de Francisco Cabarrús, embajador en París. Después de estar un tiempo en Viena en 1799 Mariano Luis de Urquijo le reclama a la Península y de 1802 a 1808 fue secretario del Consejo de Estado.
Durante la Guerra de Independencia, la Regencia le nombró secretario interino de Estado en 1812 y posteriormente secretario del nuevo Despacho de Gobernación de la Península e Islas Adyacentes en 1813. Volvió a ser secretario de Estado entre 1816 y 1818 e interinamente de Gracia y Justicia, momento este último en que tuvo que llevar a cabo acciones diplomáticas -fracasadas- para intentar evitar la emancipación de las colonias españolas en América, pero fue destituido por una intriga en relación con el asunto de los barcos rusos en la cesión de Florida. El negocio salpicó al rey y costó el puesto a Pizarro, que fue desterrado a Valencia y nunca se recuperó del daño, aunque se le había mantenido al margen de la compra.
Con el triunfo del Trienio Liberal regresó a Madrid, pero en 1821 fue desterrado de nuevo por Evaristo Fernández de San Miguel; huyó a París y regresó con los Cien Mil Hijos de San Luis, pero poco después huyó a Francia y fue desterrado nuevamente en 1827. Hasta 1832 no se le permitió regresar a Madrid. De 1834 a 1835 fue Prócer del Reino. En 1897 se publicaron unas Memorias.

## Órdenes

### Reino de España
- 23 de agosto de 1817: Caballero gran cruz de la Orden de Carlos III.[6]

### Extranjeras
- Caballero gran cruz de la Orden de San Esteban de Hungría.[7][8] (Imperio Austriaco)
- 1817: Caballero gran cruz de la Orden de San Fernando y el Mérito.[9] (Reino de las Dos Sicilias)

| Predecesor: Nicolás Ambrosio Garro y Arizcun (interino) | Secretario de Estado de España (interino) 1812 | Sucesor: Ignacio de la Pezuela (interino)            |
| Predecesor: Pedro Cevallos Guerra                       | Secretario de Estado de España 1816-1818       | Sucesor: Carlos Martínez de Irujo y Tacón (interino) |